# Voice (duet muzyczny)
Voice, znany także jako Alexandros i Christina – cypryjski duet muzyczny, w którego skład wchodzili Aleksandros Panayi oraz Christina Argyri. Duet został utworzony specjalnie na potrzeby reprezentowania Cypru w 45. Konkursie Piosenki Eurowizji (2000), podczas którego z utworem „Nomiza” zajął 21. miejsce i zdobył 8 punktów (w tym 4 punkty od Macedonii, 3 punkty od Chorwacji oraz 1 punkt od Malty).
Utwór „Nomiza” został wydany na singlu w greckiej oraz włoskiej wersji językowej, a także w wersji karaoke oraz instrumentalnej.